# Liste der Monuments historiques in Messigny-et-Vantoux
Die Liste der Monuments historiques in Messigny-et-Vantoux führt die Monuments historiques in der französischen Gemeinde Messigny-et-Vantoux auf.

## Liste der Immobilien
| Bezeichnung        | Beschreibung | Standort                                 | Kennzeichnung | Schutzstatus | Datum     | Bild           |
| ------------------ | --- | ---------------------------------------- | ------------- | ------------ | --------- | -------------- |
| Kirche St-Vallier  | ab dem 13. Jahrhundert | Messigny, place de l’Eglise (Lage)       | PA00112537    | Inscrit      | 1927      | weitere Bilder |
| Maison Claude Hoin | Wohnhaus des Malers Claude Hoin, 17. Jahrhundert                                                                                           | Messigny, 10 rue des Ecoles (Lage)       | PA00112538    | Inscrit      | 1970      |                |
| Wegekapelle        | bezeichnet 1646 und 1802; mit Skulptur Christ in der Rast                                                                                  | 27 Grande Rue (Lage)                     | PA00112539    | Inscrit      | 1971      |                |
| Château de Vantoux | Schloss, zwischen 1699 und 1704 an der Stelle einer Burg des 13. Jahrhunderts erbaut; mit Wirtschaftsgebäuden, Wassergräben und Parkanlage | Vantoux-lès-Dijon, rue du Château (Lage) | PA00112536    | Classé       | 1944 1945 | weitere Bilder |

## Liste der Objekte
| Bezeichnung                                            | Beschreibung                                                                                     | Standort                                   | Kennzeichnung | Schutzstatus | Datum | Bild |
| ------------------------------------------------------ | ------------------------------------------------------------------------------------------------ | ------------------------------------------ | ------------- | ------------ | ----- | ---- |
| Vier Gemälde mit Heiligendarstellungen                 | Ölfarbe auf Holz, 15. Jahrhundert                                                                | Messingny, in der Kirche St-Vallier (Lage) | PM21001473    | Classé       | 1910  |      |
| Grabstein für Henry de Saulx                           | Kalkstein, bezeichnet 1524                                                                       | Messingny, in der Kirche St-Vallier (Lage) | PM21001475    | Classé       | 1910  |      |
| Skulptur Unterweisung Mariens                          | Kalkstein, farbig gefasst, 16. Jahrhundert                                                       | Messingny, in der Kirche St-Vallier (Lage) | PM21001476    | Classé       | 1910  |      |
| Glocke (1)                                             | Bronze, 1540 gegossen                                                                            | Messingny, in der Kirche St-Vallier (Lage) | PM21001477    | Classé       | 1910  |      |
| Glocke (2)                                             | Bronze, Erstguss 1558, Neuguss 1695                                                              | Messingny, in der Kirche St-Vallier (Lage) | PM21001478    | Classé       | 1910  |      |
| Gemälde Grablegung                                     | Ölfarbe auf Holz, 16. Jahrhundert                                                                | Messingny, in der Kirche St-Vallier (Lage) | PM21001479    | Classé       | 1913  |      |
| Skulptur eines Bischofs                                | Kalkstein, 16. Jahrhundert                                                                       | Messingny, in der Kirche St-Vallier (Lage) | PM21001480    | Classé       | 1931  |      |
| Skulptur Heilige Barbara                               | Kalkstein, erste Hälfte des 16. Jahrhunderts                                                     | Messingny, in der Kirche St-Vallier (Lage) | PM21001481    | Classé       | 1958  |      |
| Gemälde Madonna mit Kind                               | Ölfarbe auf Eichenholz, 16. Jahrhundert; nach Raffael; im Musée d’art sacré de Dijon deponiert   | Messingny, in der Kirche St-Vallier (Lage) | PM21001482    | Classé       | 1988  |      |
| Sieben Gemälde mit Darstellungen aus dem Leben Christi | Ölfarbe auf Leinwand, vergoldete Holzrahmen, 17. Jahrhundert                                     | Messingny, in der Kirche St-Vallier (Lage) | PM21001483    | Classé       | 1983  |      |
| Gemälde Flucht nach Ägypten                            | Ölfarbe auf Leinwand, 17. Jahrhundert                                                            | Messingny, in der Kirche St-Vallier (Lage) | PM21001484    | Classé       | 1983  |      |
| Katharina-von-Alexandrien-Altar                        | Altartisch, Retabel und Skulptur; Stein und Holz, farbig gefasst, und vergoldet, 18. Jahrhundert | Messingny, in der Kirche St-Vallier (Lage) | PM21001485    | Classé       | 1983  |      |
| Hauptaltar                                             | Altartisch, Retabel und fünf Skulpturen; Holz, farbig gefasst, und vergoldet, 18. Jahrhundert    | Messingny, in der Kirche St-Vallier (Lage) | PM21001486    | Classé       | 1983  |      |
| Grabstein für Girard de Saulx                          | Kalkstein, bezeichnet 1400                                                                       | Messingny, in der Kirche St-Vallier (Lage) | PM21001474    | Classé       | 1910  |      |